# 小卡拉圖利
50°2′47″N 31°34′4″E / 50.04639°N 31.56778°E
小卡拉圖利（烏克蘭語：Мала Каратуль）是位於烏克蘭北部的村莊，由基辅州鲍里斯皮尔区的塔尚市鎮負責管轄。該村面積1.92平方公里，海拔高度100米，2001年人口470，人口密度每平方公里244.8人。